# Live at the One Love Peace Concert
Live at the One Love Peace Concert è il secondo album dal vivo del cantante reggae giamaicano Peter Tosh, pubblicato nel 2000 dalla JAD Records. Esso contiene la registrazione dell'esibizione di Tosh al One Love Peace Concert tenutosi a Kingston il 22 aprile 1978.

## Tracce
1. Igziabeher (Let Jah Be Praised) - 4:21 (Testi: Tosh)
2. 400 Years - 6:02 (Testi: Marley, Tosh)
3. Stepping Razor - 3:44 (Testi: Higgs, Tosh)
4. Intro Rap - 0:40
5. Burial/Speech - 12:17 (Testi: Tosh)
6. Equal Rights - 7:08 (Testi: Tosh)
7. Speech - 7:20 (Testi: Pitterson)
8. Legalize It/Get Up, Stand Up - 22:36